# 潮美舞
潮美舞（日语：／ Shiomi Mai，1999年7月14日— ），日本AV女優。神奈川縣出身。所屬事務所為Bambi Promotion。

## 生平
潮美舞原本打算按着父母的意願就職，但在大學3年級時她決定改以自己意願為先。此時，她在社交網路上見到一些女性的照片，認為她們很可愛。及後得知她們都是AV女優。她因此以成為AV女優為目標。2020年10月，她出道成為S1專屬AV女優。其出道作品《新人NO.1 STYLE 潮美舞AV出道》（新人NO.1 STYLE 潮美舞AVデビュー）則在前一天開放給大眾預約。該部作品的標題同時把她形容為「年輕的姐姐」。12月，她的AV《交纏的體液，濃密性愛完全無剪輯特輯》（交わる体液、濃密セックス 完全ノーカットスペシャル）公開。
在2021年上半年，她先後出演《失禁體質苗條肉體的情慾覺醒初次大痙攣＆大洪水SP》（激イキ183回！痙攣4270回！イキ潮10200cc！　お漏らし体質の色白スレンダーボディエロス覚醒 はじめての大・痙・攣＆大洪水スペシャル）、《與討厭的性騷擾上司在溫泉旅館強制住同房…被絶倫中年大叔強硬搞高潮到退房的12小時》（大嫌いなセクハラ上司と温泉旅館で強●相部屋させられて…絶倫中年オヤジに無理やりイカされ続けたチェックアウトまでの12時間）、《不管忍住不出聲潮吹絶頂停不下的寂靜噴發強暴》（声を押し殺しているにも関わらず潮吹き絶頂が止まらないサイレントスプラッシュレ●プ）等作品。她在1月發表的《失禁體質苗條肉體的情慾覺醒初次大痙攣＆大洪水SP》中號稱實現了多次潮吹，並在2個月後公開作品《與討厭的性騷擾上司在溫泉旅館強制住同房…被絶倫中年大叔強硬搞高潮到退房的12小時》。她在此作中飾演不斷被上司性騷擾的員工。4月，她有在當中出演的《「前輩對不起…」 看見在打工處職權強暴守護我的前輩被復仇強暴姿態肚爛勃起停不下的我》（「先輩ごめんなさい…」　バイト先のパワハラから守ってくれた先輩が復讐レ●プされている姿に鬱勃起が止まらないクズな僕）開售，並飾演因救助後輩而在職場被性侵犯的前輩。5月，她主演的AV作品《不管忍住不出聲潮吹絶頂停不下的寂靜噴發強暴》面世。
踏入2021年下半年，潮美舞亦繼續出演AV，推出《讓你無法自慰般搾乾的超下流淫語男性沙龍》（見た目は清楚、中身はド痴女 オナニーができなくなるまで精巣空っぽにしてくれるドスケベ淫語メンズエステ）、《痴女騷擾 無法違抗年輕女社長勤務中被搞到持續高潮身為中年平社員的我》（痴女ハラ　若女社長に逆らえず勤務中にイカされ続ける中年平社員の僕）、《明明妻子就在旁邊 但旁邊的大姐姐還是跨在我身上低聲以淫語誘惑》（すぐそばに嫁がいるのに僕に跨りヒソヒソ密着誘惑してくるささやき淫語お姉さん）等作品。她在7月發售的AV《讓你無法自慰般搾乾的超下流淫語男性沙龍》中扮演性事上主動的一方。之後在8月公開主演作品《一個月的禁慾後被開發 保持色情狀態24小時耐久 潮美舞的超絕倫性交》（1ヶ月の禁欲後にポルチオ開発され確変オーガズム状態のまま24時間耐久で一生分ハメまくった潮美舞のヤバい性交）。此作號稱是在她禁止從事任何性行為的一個月後拍攝的。次月，由她飾演職場痴女角色的作品《痴女騷擾 無法違抗年輕女社長勤務中被搞到持續高潮身為中年平社員的我》得以發售。10月，以她親吻男主角身體各部分為賣點的AV《喜歡接吻的色女的啃食大叔性交》（「おじさんのことベトベトになるまで舐めちゃっていい？」接吻好き痴女のオヤジ喰い性交）公開。11月，她主演的AV《明明妻子就在旁邊 但旁邊的大姐姐還是跨在我身上低聲以淫語誘惑》面世。她在作品中飾演在日常不斷誘惑男主角的角色。

## 人物
她在小學4年級時因無意中發現按壓恥骨會產生快感，並因此學會自慰。她喜歡以按摩棒等性玩具自慰。初次性交是自己還在上學的時候，對象為學校的前輩。
藝名「潮美舞」的意思是指「像潮液一樣美麗地舞動」，不過她在出道前並沒有潮吹的經驗。

## 作品

### 成人DVD
| 2020年   | 2020年 | 2020年        | 2020年 | 2020年 | 2020年 |
| 發售日   | 標題   | 片商          |        |        |        |
| -------- | ------ | ------------- | ------ | ------ | ------ |
| 10月19日 |        | S1 NO.1 STYLE |        |        |        |
| 11月19日 |        | S1 NO.1 STYLE |        |        |        |
| 12月19日 |        | S1 NO.1 STYLE |        |        |        |
| 2021年   |        |               |        |        |        |
| 1月19日  |        | S1 NO.1 STYLE |        |        |        |
| 2月19日  |        | S1 NO.1 STYLE |        |        |        |
| 3月19日  |        | S1 NO.1 STYLE |        |        |        |
| 4月19日  |        | S1 NO.1 STYLE |        |        |        |
| 5月19日  |        | S1 NO.1 STYLE |        |        |        |
| 6月19日  |        | S1 NO.1 STYLE |        |        |        |
| 7月19日  |        | S1 NO.1 STYLE |        |        |        |
| 8月19日  |        | S1 NO.1 STYLE |        |        |        |
| 9月28日  |        | S1 NO.1 STYLE |        |        |        |
| 10月26日 |        | S1 NO.1 STYLE |        |        |        |
| 11月23日 |        | S1 NO.1 STYLE |        |        |        |
| 12月10日 |        | S1 NO.1 STYLE |        |        |        |
| 12月28日 |        | S1 NO.1 STYLE |        |        |        |
| 2022年   |        |               |        |        |        |
| 1月25日  |        | S1 NO.1 STYLE |        |        |        |
| 2月22日  |        | S1 NO.1 STYLE |        |        |        |
| 3月22日  |        | S1 NO.1 STYLE |        |        |        |

### VR
2021年
- （2月18日，S1 NO.1 STYLE）
- （7月16日，S1 NO.1 STYLE）
- （12月23日，S1 NO.1 STYLE）

### 印象影片
- My Lover 潮美舞（2022年3月4日，ファインピクチャーズ）